# Copa Paulista de Futebol Feminino de 2019
A Copa Paulista Feminino de 2019 foi a primeira edição deste evento esportivo, um torneio estadual de futebol feminino organizado pela Federação Paulista de Futebol (FPF).
O torneio compreendeu duas fases eliminatórias distintas e contou com a participação de Juventus, Palmeiras, São José e São Paulo, ocorrendo no período de 12 a 26 de outubro.
O título da edição foi conquistado pelo Palmeiras, que venceu a decisão contra o São Paulo. O triunfo também representou o primeiro título para o clube alviverde desde a reativação de seu departamento nessa modalidade.

## Formato e participantes
A Copa Paulista de 2019 transcorreu por meio de duas fases eliminatórias distintas, as quais se integraram a um chaveamento preestabelecido. Os vencedores nos confrontos da fase inicial progressaram para a final, a qual consistiu em uma única partida. Por outro lado, os derrotados enfrentaram-se em uma partida adicional para determinar a terceira colocação. Na presente edição, todos os jogos foram realizados no estádio Nelo Bracalente, localizado em Vinhedo, e contou com a participação das equipes Juventus, Palmeiras, São José e São Paulo.

## Resumo
O Palmeiras e o São José protagonizaram o jogo inaugural do torneio, realizado em 12 de outubro. O clube da capital demonstrou domínio em todas as ações da partida, porém, apenas conseguiu marcar o primeiro gol no início do segundo tempo, quando Bianca Gomes converteu uma penalidade. Posteriormente, Thais ampliou o placar, garantindo a vitória do Palmeiras por 2–0. Poucas horas depois, o São Paulo triunfou com facilidade sobre o Juventus. O clube abriu uma vantagem de dois gols na primeira etapa, e o adversário diminuiu com um gol de Priscila; no entanto, o São Paulo ampliou o placar nos minutos finais com dois gols de Cristiane.
Os jogos de volta foram disputados na semana seguinte. Nesta ocasião, São Paulo e Juventus fizeram o primeiro jogo, vencido pelas são-paulinas, que foram superiores desde os minutos iniciais. Aos catorze minutos, o São Paulo marcou pela primeira vez com Brenda. Poucos minutos depois, Iara ampliou. Em contrapartida, o último gol tardou e somente foi concretizado nos minutos finais. Por fim, o Palmeiras conseguiu um empate contra o São José numa partida equilibrada e também obteve a classificação para a final.
O terceiro e último dia do torneio ocorreu em 26 de outubro, quando o São José venceu o Juventus no duelo pelo terceiro lugar (2–0). Posteriormente, Palmeiras e São Paulo decidiram a primeira edição da Copa Paulista. Logo nos minutos iniciais, Cristiane abriu o placar para as são-paulinas. O adversário, contudo, reverteu a desvantagem ainda no primeiro tempo. Com o triunfo, o Palmeiras conquistou o título, o primeiro após a reativação da modalidade.

## Resultados
|  | Semifinais  | Semifinais | Semifinais | Semifinais |   |           | Final          | Final          |  |
|  |             |            |            |            |   |           |                |                |  |
|  |             |            |            |            |   |           |                |                |  |
|  | São José-SP | 0          | 1          | 1          |   |           |                |                |  |
|  | São José-SP | 0          | 1          | 1          |   |           |                |                |  |
|  | Palmeiras   | 2          | 1          | 3          |   |           |                |                |  |
|  | Palmeiras   | 2          | 1          | 3          |   | Palmeiras | 2              |                |  |
|  |             |            |            |            |   | Palmeiras | 2              |                |  |
|  |             |            | São Paulo  | 1          |   |           |                |                |  |
|  | Juventus-SP | 1          | São Paulo  | 1          | 0 | 1         |                |                |  |
|  | Juventus-SP | 1          |            |            | 0 | 1         |                |                |  |
|  | São Paulo   | 4          | 3          | 7          |   |           | Terceiro lugar | Terceiro lugar |  |
|  | São Paulo   | 4          | 3          | 7          |   |           |                |                |  |
|  |             |            |            |            |   |           |                |                |  |
|  |             |            |            |            |   |           | São José-SP    | 2              |  |
|  |             |            |            |            |   |           | São José-SP    | 2              |  |
|  |             |            |            |            |   |           | Juventus-SP    | 0              |  |
|  |             |            |            |            |   |           | Juventus-SP    | 0              |  |
|  |             |            |            |            |   |           |                |                |  |
|  |             |            |            |            |   |           |                |                |  |
|  |             |            |            |            |   |           |                |                |  |

- As equipes classificadas estão em negrito.

### Gerais
- «Regulamento da Copa Paulista de Futebol Feminino de 2019» (PDF). Federação Paulista de Futebol. Consultado em 18 de fevereiro de 2021. Cópia arquivada (PDF) em 18 de fevereiro de 2021

### Específicas
1. ↑  «Copa Paulista Feminina começará neste sábado (12); confira». Federação Paulista de Futebol. 7 de outubro de 2019. Consultado em 18 de fevereiro de 2021. Cópia arquivada em 18 de fevereiro de 2021
2. 1 2  «São Paulo e Palmeiras largam na frente na semifinal». Federação Paulista de Futebol. 12 de outubro de 2019. Consultado em 18 de fevereiro de 2021. Cópia arquivada em 18 de fevereiro de 2021
3. ↑  «Futebol Feminino: São Paulo estreia com vitória na Copa Paulista». Lance!. 12 de outubro de 2019. Consultado em 18 de fevereiro de 2021. Cópia arquivada em 18 de fevereiro de 2021
4. ↑  «São Paulo bate o Juventus e chega à final da Copa Paulista Feminina». Gazeta Esportiva. 19 de outubro de 2019. Consultado em 18 de fevereiro de 2021. Cópia arquivada em 18 de fevereiro de 2021
5. ↑  «Palmeiras segura vantagem, empata com São José e vai à final da Copa Paulista Feminina». GloboEsporte.com. 19 de outubro de 2019. Consultado em 18 de fevereiro de 2021. Cópia arquivada em 20 de outubro de 2019
6. ↑  «Palmeiras bate o São Paulo de virada e conquista o título». Federação Paulista de Futebol. 26 de outubro de 2019. Consultado em 18 de fevereiro de 2021. Cópia arquivada em 18 de fevereiro de 2021
7. ↑  Thais Perez (26 de outubro de 2019). «Meninas da Águia vencem o Juventus e fecham Copa Paulista em 3º lugar». O Vale. Consultado em 18 de fevereiro de 2021. Cópia arquivada em 18 de fevereiro de 2021
8. ↑  «Palmeiras vence São Paulo de virada e conquista Copa Paulista feminina». Gazeta Esportiva. 26 de outubro de 2019. Consultado em 18 de fevereiro de 2021. Cópia arquivada em 6 de dezembro de 2019
9. ↑  «Palmeiras conquista primeiro título no futebol feminino após reativação da equipe». GloboEsporte.com. 26 de outubro de 2019. Consultado em 18 de fevereiro de 2021. Cópia arquivada em 18 de fevereiro de 2021